# Lac de l'Achigan
Le lac de l'Achigan est un lac canadien du Québec situé à Saint-Hippolyte, dans la région des Laurentides. 
Jadis, l'économie de la région l'entourant était basée sur la foresterie. Les activités récréotouristiques se sont développés dès le milieu du XIXe siècle. La villégiature s'est concentrée autour des trois grandes baies de la rive Sud, autour de la longue baie s'étendant vers l'Ouest, et autour de la baie Nord, où le village est aménagé.

## Géographie
Situé à 200 m d'altitude et d'une longueur de 4,7 km, le lac de l'Achigan constitue le principal plan d'eau de tête de la rivière de l'Achigan. Ce lac est situé dans le territoire de Saint-Hippolyte. Comptant six îles dont la plus grande est l'île Ronde, le lac est enclavé de montagnes dont le mont Tyrol, situé du côté sud-ouest.
Le lac de l'Achigan s'approvisionne par les affluents suivants : côté Nord, par la décharge du lac Jimmy et du lac des Sables, par la décharge d'un ensemble de lacs dont le lac Malone, lac des Chutes, lac Duffy, lac Beaudry et lac William ; côté Est, par un ruisseau de montagne ; côté sud, par la décharge du lac Molson ; côté Ouest par le ruisseau Morency drainant le lac Morency et par la décharge du lac Renoir.
L'embouchure du lac est située au fond d'une baie à son Sud-Est.

## Toponymie
Son nom évoque la présence d'achigans dans ce lac réputé pour sa pêche sportive. La toponymie canadienne-française comporte plusieurs espèces de poissons pour désigner des plans d'eau ou des cours d'eau. Le toponyme « lac de l'Achigan » est lié à la rivière homonyme.
Le toponyme « lac de l'Achigan » a été officialisé le 5 décembre 1968 à la Commission de toponymie du Québec.

## Activités récréotouristiques
La plage municipale est située au fond de la baie au village de Saint-Hippolyte. Cette plage comporte une descente de bateaux au lac de l'Achigan et un débarcadère.
Le Camp du lac l'Achigan de l'Armée du Salut est situé au cœur du village au bord de la rive Nord du lac. Depuis 1933, cet organisme à but non lucratif offrait notamment des aires d'activités de plein air, des dortoirs, des chalets, un auditorium, une chapelle, une cabane de pêche, une salle à manger, un quai, une plage, des pistes d'hébertisme et un aire de camping. Le camp a été acheté par la municipalité en 2021 pour en faire un parc et un camp de jour.
Le plan d'eau offre un attrait pour la navigation de plaisance grâce au panorama montagneux autour du lac. Jusque dans les années 1980, tous les dimanches d'été des dizaines de passionnés de voile s'adonnaient à une course amicale.

## Écologie
Depuis la mi-mai 2007, l'Association pour la protection du Lac de l'Achigan poursuit ses initiatives d'effarouchement des goélands. Les fientes des goélands généraient chaque été jusqu'à 200 kilos de phosphore. Chaque soir de la mi-août au début de septembre, au plus fort de la saison, une population de goélands (estimée entre 5 000 et 7 000 individus) provenant des îles du fleuve Saint-Laurent, étaient attirées dans la région par le site d'enfouissement de Sainte-Sophie.
Pour effaroucher les goélands, l'Association s'était équipé notamment de radeaux «Imites-rapaces» flottant sur le lac et des tirs réguliers de fusées ont été effectués. En juin 2009, quatre canons à détonations successives (Scare Canon (en)) ont été installés sur le lac. 
Ces initiatives d'effarouchement ont porté fruit diminuant la fréquentation des goélands et engendrant ainsi une réduction significative la quantité de phosphore dans l'eau.